# Camargue (raza bovina)
Camargue es el nombre de una raza bovina también conocida como toro de Camarga (en francés Taureau de Camargue, en provenzal Raço di Biou), que es autóctona de la región de Camarga, en el delta del Ródano, en el sur de Francia. Su carne se destina al consumo humano y ciertos ejemplares machos se destinan a la corrida camarguesa, un juego deportivo en el que no se da muerte al animal. Esta raza se beneficia de una denominación de origen (AOC) que incluye también la raza de toros llamada Brave o Toro de combate, que son toros de lidia cuyo origen es España y que se destinan a la tauromaquia.

## Denominación de origen
A nivel nacional, en Francia, la carne fresca del toro de Camarga es reconocida como appellation d'origine contrôlée (AOC) desde 1996. A partir de ese mismo año, es una denominación de origen protegida (DOP) ante la Unión Europea. A nivel internacional, cuenta con registro como denominación de origen, conforme al Sistema de Lisboa, ante la Organización Mundial de la Propiedad Intelectual, desde el 29 de junio de 1998.